# I laureati
I laureati è un film del 1995 diretto e interpretato da Leonardo Pieraccioni, alla sua prima regia.

## Trama
Leonardo, Rocco, Bruno e Pino sono quattro universitari, trentenni e fuori corso, che convivono in un appartamento di Firenze. Leonardo ha lasciato la moglie dopo pochi mesi di matrimonio, Bruno è iscritto all'università solo per poter prendere le redini dell’impresa del ricco suocero, Rocco si mantiene facendo il metronotte e Pino cerca un improbabile successo nel cabaret. 
Lungi dal dedicarsi agli studi, i quattro tirano avanti tra momenti di divertimento goliardico e altri di profonda malinconia senza nessuna voglia di crescere e nessuna prospettiva per il futuro. Solamente il tentativo di suicidio dello strambo professor Galliano, ex docente di Leonardo ai tempi del liceo e suo mentore, e le disavventure amorose della sorella di Rocco, la modella Letizia (oggetto del desiderio di Leonardo), forniranno loro un'occasione per riflettere sul proprio futuro.

## Produzione

### Regia
Come ha raccontato lo stesso Pieraccioni durante la trasmissione A lezione da Leonardo Pieraccioni di Sky, inizialmente voleva solo recitare e non anche dirigere la pellicola, in quanto non si sentiva ancora adatto al ruolo dietro la macchina da presa: il produttore Vittorio Cecchi Gori lo convinse del contrario dicendogli che, in fondo, un regista deve saper fare solo due cose, ossia l'inquadratura totale e il primo piano.

### Sceneggiatura
Il copione del film, scritto da Pieraccioni insieme a Giovanni Veronesi, aveva come titolo di lavorazione Quattro pali e una traversa: si sperava con questo stratagemma di destare l'interesse di Cecchi Gori, al tempo anche patron della squadra di calcio della Fiorentina, onde fargli leggere la sceneggiatura, ma fu Rita Rusić, allora moglie del produttore, a farlo.
Proprio l'inaspettato interesse di Rusić per lo script mise Pieraccioni in una scomoda situazione in quanto, non credendo nell'immediata realizzazione del proprio progetto, nel frattempo si era già impegnato contrattualmente con i fratelli Vanzina per recitare nel loro film Selvaggi; messo al corrente della situazione, pochi giorni prima dell'inizio delle riprese Carlo Vanzina stracciò signorilmente il contratto di Pieraccioni in modo da permettergli di girare la sua opera prima.

### Cast
Nel film era inizialmente presente anche un cameo dell'ex calciatore Giancarlo Antognoni, tagliato poi in fase di montaggio per l'eccessiva lunghezza.

### Riprese
Tra le zone fiorentine utilizzate nel film ci sono la basilica di San Miniato al Monte e annesso cimitero delle Porte Sante, il quartiere Rifredi, via della Vigna Nuova e via Marchetti con gli studi di Canale 10, emittente locale all'epoca di proprietà di Cecchi Gori.
Una delle scene più famose della pellicola e a posteriori dell'intera filmografia di Pieraccioni, ovvero la corsa organizzata dai protagonisti per non pagare il conto del ristorante, con la complicità inconsapevole del cameriere, parte da via Parioncino e termina al Ponte Santa Trinita, con sullo sfondo Ponte Vecchio; tale sequenza sarà autocitata nel 2013 dallo stesso Pieraccioni in Un fantastico via vai.

## Colonna sonora
Le musiche del film sono curate dal gruppo Audio 2; grande successo del periodo sarà la canzone utilizzata per i titoli di coda, Alle venti, contenuta nell'album E=mc².
È presente inoltre il brano Can't Take My Eyes Off You nella versione realizzata dai Boys Town Gang.

## Incassi
Il film ha incassato 15 miliardi di lire, a fronte di un budget di produzione di circa 2 miliardi e mezzo.

## Riconoscimenti
- 1996 - David di Donatello
  - Nomination Miglior attore non protagonista ad Alessandro Haber
  - Nomination Miglior regista esordiente a Leonardo Pieraccioni

## Casi mediatici
La scena in cui Pino bestemmia in televisione si è rivelata premonitrice di quanto accadrà realmente nel 2006 quando l'attore che interpreta il personaggio, Massimo Ceccherini, si lascerà sfuggire in diretta la stessa imprecazione durante la quarta edizione del reality L'isola dei famosi venendo per questo squalificato.